# Conomitrium flabellulum
Conomitrium flabellulum là một loài Rêu trong họ Fissidentaceae. Loài này được (Thwaites & Mitt.) Müll. Hal. mô tả khoa học đầu tiên năm 1900.